# Tomás Ardid Rey
Tomás Ardid Rey va ser un militar espanyol que va participar en la Guerra civil.

## Biografia
Militar de carrera, pertanyia a l'arma d'enginyers. Al començament de la Guerra civil, al juliol de 1936, ostentava la graduació de tinent coronel; es va mantenir fidel a la República. Al començament de la guerra va arribar a afiliar-se al Partit Comunista d'Espanya (PCE), encara que algun historiador ha assenyalat la llunyania ideològica d'Ardid amb el PCE. En la tardor de 1936 va dirigir els treballs de fortificació al voltant de Madrid, en previsió del atac franquista. Per aquesta labor va ser molt ben considerat en la zona republicana. Durant la contesa va ascendir al rang de coronel. En 1938 va ser nomenat comandant general d'Enginyers dins del Grup d'Exèrcits de la Regió Central (GERC). Aquest any va dirigir els treballs de fortificació de València. Al març de 1939, després del cop de Casado, va ser nomenat Inspector general d'Enginyers.
Capturat per les forces franquistes al final de la guerra, seria jutjat i condemnat a penes de presó. Va sortir en llibertat condicional en 1943.